# Susanna Rahkamo
Susanna Rahkamo (Helsinki, 25 febbraio 1965) è un'ex danzatrice su ghiaccio finlandese.
Ha gareggiato con Petri Kokko. Ha partecipato a due edizioni dei Giochi olimpici invernali, raggiungendo il sesto posto nel 1992 ed il quarto posto nel 1994.

## Palmarès
| Internazionali            | Internazionali | Internazionali | Internazionali | Internazionali | Internazionali | Internazionali | Internazionali | Internazionali | Internazionali | Internazionali |
| Evento                    | 1985–86        | 1986–87        | 1987–88        | 1988–89        | 1989–90        | 1990–91        | 1991–92        | 1992–93        | 1993–94        | 1994–95        |
| ------------------------- | -------------- | -------------- | -------------- | -------------- | -------------- | -------------- | -------------- | -------------- | -------------- | -------------- |
| Giochi olimpici invernali |                |                |                |                |                |                | 6°             |                | 4°             |                |
| Campionati mondiali       |                | 20°            | 20°            | 13°            | 6              | 7°             | 5°             | 4°             | 3°             | 2°             |
| Campionati europei        | 18°            | 18°            | 15°            | 12°            | 7°             | 8°             | 6°             | 3°             | 4°             | 1°             |
| Skate America             |                |                |                |                |                |                | 2°             |                |                |                |
| Skate Canada              |                |                |                |                |                |                |                | 1°             |                |                |
| Trophée de France         |                |                |                |                | 3°             |                |                |                |                |                |
| Golden Spin               |                | 6°             |                |                |                |                |                |                |                |                |
| Prize of Moscow News      |                | 14°            |                |                |                |                |                |                |                |                |
| Piruetten                 |                |                |                |                |                |                |                |                | 1°             |                |
| Nazionali                 |                |                |                |                |                |                |                |                |                |                |
| Campionati finlandesi     |                | 1°             | 1°             | 1°             | 1°             | 1°             |                |                |                | 1°             |